# Manikganj (stad)
Manikganj is een stad in Bangladesh. De stad is de hoofdstad van het district Manikganj. De stad telt ongeveer 54.000 inwoners.